# Lasy Spalskie
Lasy Spalskie – kompleks leśny w powiecie tomaszowskim, w woj. łódzkim. Zajmuje 9000 ha powierzchni. Położony jest w dorzeczach rzeki Pilicy. Lasy Spalskie są lasami głównie mieszanymi i liściastymi. Większość lasów znajduje się w Spalskim Parku Krajobrazowym. Kompleks zalicza się do Puszczy Pilickiej.
Na terenie kompleksu wyznaczono obszar Natura 2000 Lasy Spalskie o powierzchni 2048,58 ha.